# Helene von Fischer
Helene Luise von Fischer (* 20. April 1843 in Bremen; † 25. Juni 1926 in Berlin) war eine deutsche Blumen- und Stilllebenmalerin.

## Leben
In ihrer Geburtsstadt erhielt von Fischer bei der Malerin Amalie Murtfeldt künstlerischen Unterricht. In Düsseldorf war sie Privatschülerin von Heinrich Ludwig Frische, außerdem in Brüssel unter Jean Robie (1821–1910) und in Berlin unter Albert Hertel und Franz Skarbina. Im Zeitraum von 1879 bis 1894 stellte sie in Berlin, wo sie sich als Blumen-, Jagd- und Stilllebenmalerin niedergelassen hatte, und in Dresden aus. Im Handbuch des Kunstmarktes wurde sie im Jahr 1926 unter den Malern und Grafikern in Groß-Berlin an der Adresse Nürnberger Straße 29 gelistet.